# Torneio Hubert Jerzeg Wagner de Voleibol de 2013
O Torneio Hubert Jerzeg Wagner de Voleibol de 2013 foi 11ª edição desta competição amistosa organizada pela Fundação Hubert Jerzy Wagner em parceria com a Federação Polonesa de Voleibol (em polonês/polaco:  Polski Związek Piłki Siatkowej) que ocorreu em Płock, Polônia, de 6 a 8 de setembro.
A seleção polonesa conquistou seu quinto título da competição e o oposto russo Nikolay Pavlov foi eleito o melhor jogador do torneio.

## Formato da disputa
Disputa em turno único, com todas as seleções se enfrentando.

### Critérios de desempate
1. Número de vitórias
2. Número de pontos
3. Sets average
4. Pontos average

Partidas terminadas em 3–0 ou 3–1: 3 pontos para o vencedor, 0 pontos para o perdedor;
Partidas terminadas em 3–2: 2 pontos para o vencedor, 1 ponto para o perdedor.

## Seleções participantes
As seguintes seleções foram selecionadas para competir o torneio.
| Equipe        | Última participação |
| ------------- | ------------------- |
| Polônia       | 2012                |
| Alemanha      | 2012                |
| Países Baixos | 2007                |
| Rússia        | 2011                |

## Local das partidas
| Płock, Polônia    |
| Orlen Arena       |
| ----------------- |
|                   |
| Capacidade: 5 492 |

## Fase única
|     |               |     | Jogos | Jogos | Jogos | Resultados | Resultados | Resultados | Resultados | Resultados | Resultados | Sets | Sets | Sets  | Pontos | Pontos | Pontos |
| Pos | Equipe        | Pts | T     | V     | D     | 3–0        | 3–1        | 3–2        | 2–3        | 1–3        | 0–3        | V    | P    | R     | V      | P      | R      |
| --- | ------------- | --- | ----- | ----- | ----- | ---------- | ---------- | ---------- | ---------- | ---------- | ---------- | ---- | ---- | ----- | ------ | ------ | ------ |
| 1   | Polônia       | 6   | 3     | 2     | 1     | 1          | 1          | 0          | 0          | 1          | 0          | 7    | 4    | 1.750 | 258    | 239    | 1.079  |
| 2   | Rússia        | 6   | 3     | 2     | 1     | 1          | 1          | 0          | 0          | 0          | 1          | 6    | 4    | 1.500 | 223    | 213    | 1.047  |
| 3   | Países Baixos | 3   | 3     | 1     | 2     | 1          | 0          | 0          | 0          | 2          | 0          | 5    | 6    | 0.833 | 234    | 246    | 0.951  |
| 4   | Alemanha      | 3   | 3     | 1     | 2     | 0          | 1          | 0          | 0          | 0          | 2          | 3    | 7    | 0.429 | 209    | 226    | 0.925  |

### Resultados
- Todas as partidas seguiram o fuso horário local (UTC+2).

| Data  | Hora  |          | Placar |               | Set 1 | Set 2 | Set 3 | Set 4 | Set 5 | Total  | Relatório |
| ----- | ----- | -------- | ------ | ------------- | ----- | ----- | ----- | ----- | ----- | ------ | --------- |
| 6 set | 17:00 | Polônia  | 3–1    | Países Baixos | 26–28 | 25–22 | 25–15 | 25–18 |       | 101–83 | Resultado |
| 6 set | 20:00 | Alemanha | 0–3    | Rússia        | 15–25 | 19–25 | 22–25 |       |       | 56–75  | Resultado |
| 7 set | 14:30 | Rússia   | 0–3    | Países Baixos | 21–25 | 21–25 | 19–25 |       |       | 61–75  | Resultado |
| 7 set | 17:00 | Polônia  | 3–0    | Alemanha      | 25–19 | 25–21 | 25–19 |       |       | 75–59  | Resultado |
| 8 set | 17:00 | Alemanha | 3–1    | Países Baixos | 25–21 | 25–14 | 19–25 | 25–16 |       | 94–76  | Resultado |
| 8 set | 20:00 | Polônia  | 1–3    | Rússia        | 19–25 | 20–25 | 25–22 | 18–25 |       | 82–97  | Resultado |

## Classificação final
| Posição | Equipe        |
| ------- | ------------- |
| 1       | Polônia       |
| 2       | Rússia        |
| 3       | Países Baixos |
| 4       | Alemanha      |

## Premiações
| Torneio Hubert Jerzeg Wagner de 2013 |
| Polónia                              |
| ------------------------------------ |
| Polônia Campeã (5º título)           |

### Individuais
Os atletas que se destacaram individualmente foramː
| - Most Valuable Player (MVP) Nikolay Pavlov - Melhor saque Dmitriy Muserskiy - Melhor recepção Michał Kubiak - Melhor bloqueador Marcin Możdżonek | - Melhor ataque Nikolay Pavlov - Melhor levantador Sergey Grankin - Melhor líbero Paweł Zatorski |